# Ericsson T28
L'Ericsson T28 è un telefono cellulare GSM dual band prodotto dalla Ericsson Mobile Communications nel 1999.
Con un peso di soli 81 grammi è stato il cellulare più leggero del periodo tra il 1999 e il 2001.
È stato inoltre il primo cellulare dotato di batterie con tecnologia a polimeri di litio.